# محجوب بن بلة
محجوب بن بلة (من مواليد 20 أكتوبر 1946، والمتوفى في 11 يونيو 2020) هو رسام ومصمم جزائري - فرنسي. اشتهر محجوب بجدارياته وتصميماته المصنوعة من الحصى لسباق باريس روبيه.

## سيرته الشخصية
انتقل محجوب إلى إقليم نور شمال فرنسا في سن التاسعة عشرة بعد تلقيه تعليمه في مدرسة الفنون الجميلة في وهران. ثم تابع دراسته في مدرسة الفنون الجميلة في توركوان، والمدرسة الوطنية العليا للفنون الزخرفية، والمدرسة الوطنية للفنون الجميلة. بدأ محجوب حياته المهنية بالتدريس في مدرسة الفنون الجميلة في كامبريه.
عاد محجوب إلى توركوان وأقام ورشته الدائمة، حيث أمضى بقية حياته المهنية. كانت لوحاته تجريدية إلى حد كبير وغالبًا ما تستخدم الخط العربي. أصدر محجوب عمله الرائع الجانب الآخر من الشمال في عام 1986م، بطول طريق باريس - روبيه. كان إجمالي طول الطريق المُزيّن في هذه اللوحة 12 كيلومترًا.
ورسم في عام 2000 حوالي 1800 بلاطة خزفية لمحطة كولبير في مترو ليل في توركوان.
تُوفي محجوب بن بلة في 11 يونيو 2020م في توركوان عن عمر يناهز 73 عامًا بعد صراع طويل مع المرض.